# Petr Pavlovský
Petr Pavlovský (* 18. srpna 1944) je český teatrolog, kritik umění, estetik, vysokoškolský pedagog a politický komentátor. Do maturity na večerní střední škole v roce 1967 pracoval jako dělník (ČKD Sokolovo, topenář OPBH Praha 3) a 1964–1965 ZVS. V letech 1960–1967 závodně zápasil, 1964–1967 I. liga volného stylu (Dukla Holýšov, Bohemians Praha).

## Životopis

### Období komunistického režimu
Na podzim 1960 vyloučen ze všech středních škol ČSR (za "sabotování nácviku na II. celostátní spartakiádu"). 1960-64 a 1966-7 pomocný dělník, 1964-5 zákl. voj. služba. Maturoval ve 23 letech na Večerní střední škole pro pracující. 1967- 1972 absolvoval FF UK (divadelní věda, estetika a obecná teorie umění), PhDr. 1973 za práci Česká teorie divadla u Durdíka, Hostinského a Zicha. Vědecky se zabývá obecnou teorií umění, teorií divadla, fonografie, užitých umění a uměleckého řemesla. 1974-76 vedoucí teoretického pracoviště Ústředí uměleckých řemesel. Později především divadelní teoretik a kritik, se zvláštním zájmem o loutkové divadlo a divadlo pro děti. V letech 1984 - 1990 byl dramaturgem Ústředního loutkového divadla v Praze.
1973 - 74 pracoval jako topič. V roce 1976 založil ineditní spolek Societas Incognitorum Eruditorum II (první učená společnost toho jména existovala v Olomouci 1746 - 52). Od května 1976 do prosince 1988 vydávali (12 - 18 přátel, převážně absolventů FFUK a MFFUK), strojopisný kulturně-politický měsíčník Acta incognitorum (dnes v Libri Prohibiti J. Gruntoráda). V dubnu 1977 byl, spolu s manželkou, vazebně vyšetřován pro šíření materiálů Charty 77 a následně propuštěn ze zaměstnání (programový pracovník PKOJF). Pak do 1984 bez stálého zaměstnání.

### Po sametové revoluci
Na jaře 1990 se stal pedagogem FFUK (konkurs), od vysokoškolských celostátních "rekonkursů" (1994) vedoucím Katedry divadelní vědy FFUK Praha. V březnu 2007 odešel do důchodu.
Na podzim 1990 vstoupil do čerstvě založené Občanské demokratické aliance, byl prvním předsedou její celopražské organisace. Publikoval množství politických komentářů (Lidové noviny, Lidová demokracie, Literární noviny, Občanský deník, Telegraf, Republikánské listy, Metropolitan, Forum, Český deník, Metro, Hospodářské noviny), výběr in P. P.: Choďte vpravo! H+H, Praha 1992. Z ODA vystoupil v roce 1993, politicky se už pak angažoval pouze jako nezávislý publicista.
Od počátku 90. let se podílel na činnosti sekce systematické teorie umění a taxonomie společnosti teorie umění AV ČR, která vydávala bulletin ARTSYSTEM.
Od poloviny 90. let se teoreticky a kriticky věnuje i rozhlasovým (a vůbec fonografickým) inscenacím a dalším fonografickým dílům (dokumenty, četba atp.). Píše články a diskusní příspěvky především na internetovou verzi Divadelních novin, kde má též, od roku 2012 vlastní blog Time Out Petra Pavlovského (pravidelný týdeník).
Publikuje pravidelně v Týdeníku rozhlas, Divadelních novinách a Loutkáři. Nepravidelně: Amatérská scéna (v roce 2012 mj. čtyřdílný seriál České divadlo pro děti), Divadelní revue, Host a d. Pravidelně diskutuje na internetovém deníku Neviditelný pes. Je členem redakční rady dvouměsíčníku Loutkář.
V roce 2012 se výrazně a mnohostranně angažoval v kontroverzní kauze "repatriace" urny s popelem Františka Kupky. Je členem Společnosti pro východočeské loutkářství (2012).
Politická sebeidentifikace: ZELENÝ KONZERVATIVEC.

## Dílo
Jeho stěžejním dílem je pojmový teatrologický slovník ZÁKLADNÍ POJMY DIVADLA (Národní divadlo Praha, nakl. Libri, Praha 2004, druhý slovník tohoto druhu na světě - první je slovník P. Pavise, česky 2013). Je také autorem asi poloviny textů hesel, redaktorem a editorem. V úvodu slovníku je jeho studie Taxonomie jako základ slovníku, kde vysvětluje svoji metodu klasifikace umění. Vychází zde z teorie prof. Jaroslava Volka (1923-1989):
- TAXONOMIE UMĚNÍ rozděluje sféru umění na (1) subsféru geneze díla (2) subsféru vlastních děl (3) subsféru jejich působení. Uměním se rozumí množina uměleckých děl minulosti, současnosti i budoucnosti. Vnitřní části děl (složky, stránky, vztahy atp.) nejsou už předmětem taxonomického třídění, ale pomáhají díla rozlišovat. Díla lze seskupit podle různých kritérií (např. sloh -baroko, žánr - komedie, druh - hudba). Každé dílo nutně patří do celé řady různě definovaných skupin. Všechna seskupení téhož typu totiž tvoří základní jednotku taxonomie - taxon.

- SUBSFÉRA GENEZE obsahuje tři taxonomické řady, které jsou tvořeny kritérii z oblasti geneze díla:
  - I. Řada historickochronologická - umění určité doby, např. středověké, XX. stol. apod.
  - II. Řada lokálně geografická a etnická - umění určitého místa či etnika, např. české,germánské, indiánské, Eskymácké.
  - III. Řada modálněgenetická. Pojmenovává okolnosti, za nichž dílo vzniklo-např.amatérské umění.

- SUBSFÉRA DÍLA obsahuje také tři taxonomické řady, pojmy užívají kritérií PATRNÝCH z děl samých:
  - IV. Řada estetická (způsob utváření díla, který je však odvozován od znaků díla jako takového, např. umělecká škola, sloh, styl).
  - V. Řada druhová (druhy umění: hudba, divadlo, výtvarné umění...odlišuje je především materiál vyjadřovacích prostředků) VI. Řada žánrová (kritérii je buďto makrostruktura nebo obsah díla; žánr 1 - makrostrukturální hledisko tektoniky s důrazem na formu, např. povídka, sonet, komorní hudba; žánr 2 - obsahový - nepřehledná oblast, kterou ovlivňuje nejen pojmenování, ale i nazírání světa - pohádka, detektivka, psychologický román, komedie, tragédie; krajina, zátiší, akt; šanson, country, symfonická h.

- SUBSFÉRA FUNKCE obsahuje dvě taxonomické řady, řadíme do nich pojmenování na základě znalostí o působení a zacílení díla:
  - VII. Řada funkčních oblastí - dáno způsobem a účelem vnímání děl, např. umění kontaktní (divadlo) a nekontaktní (film), umění pro děti, chrámové umění, umění exteriérové a interiérové, masové a výběrové atp.
  - VIII. Axiologická vrstva umění - kritériem je hodnota díla: umění - neumění, umění klasické, klasika - škvár, kýč, brak.